# Ludovic Franceschet
Ludovic Franceschet, né le 10 août 1975 à Montélimar (Drôme), est un éboueur et vidéaste web français.

## Biographie
Ludovic Franceschet grandit dans une famille nombreuse à Montélimar. À 13 ans, il est victime d'un viol et il devient sans domicile fixe en 1995, année où il monte à Paris. Il reste dans cette situation pendant 10 ans, et enchaîne des petits boulots.
Il devient éboueur en 2016 à la Mairie de Paris.
Au début des années 2020, il commence à utiliser les réseaux sociaux (notamment TikTok) pour montrer l'envers du décor de sa profession. En avril 2021, le média Brut publie une interview de Ludovic lors de son travail, qui suscita l'émotion de nombreux internautes.
En 2022, il publie son autobiographie : Plus tard, tu seras éboueur.
En été de la même année, il parcourt Étampes à Paris en nettoyant le bord des routes sur son passage.
Entre août et septembre 2023, il relie à pied Paris à Marseille par la Nationale 7, toujours dans une démarche écologique.
Il est sélectionné pour être porteur de la flamme olympique aux Jeux olympiques de Paris 2024.